# Giải vô địch bóng đá nữ U-17 thế giới 2016
Giải vô địch bóng đá nữ U-17 thế giới 2016 (tiếng Anh: 2016 FIFA U-17 Women's World Cup) là giải đấu lần thứ 5 của Giải vô địch bóng đá nữ U-17 thế giới, giải đấu bóng đá nữ dành cho các cầu thủ dưới 17 tuổi của FIFA, được tổ chức. Giải được tổ chức tại Jordan từ 30 tháng 9 tới 21 tháng 10 năm 2016.
Đây là giải đấu bóng đá nữ quốc tế đầu tiên được tổ chức tại Trung Đông, khu vực vẫn bị coi là bảo thủ đối với việc phụ nữ tham gia thi đấu thể thao.

## Nước chủ nhà
Các quốc gia sau đứng ra xin đăng cai giải đấu trước hạn chót vào tháng 5 năm 2013:
- Bahrain
- Cộng hòa Ireland
- Jordan
- Nam Phi

Vào ngày 5 tháng 12 năm 2013, Ban chấp hành FIFA thông báo giải đấu sẽ được tổ chức ở Jordan.

## Các đội vượt qua vòng loại
Có 16 đội tranh tài tại giải. Ngoài chủ nhà Jordan được đặc cách vào vòng chung kết, 15 đội tuyển còn lại được xác định thông qua các giải đấu vòng loại. Việc phân bổ số suất cho mỗi châu lục được công bố vào tháng 6 năm 2014.
| Liên đoàn                          | Giải đấu loại                                             | Tên đội                       |
| ---------------------------------- | --------------------------------------------------------- | ----------------------------- |
| AFC (châu Á)                       | Chủ nhà                                                   | Jordan1                       |
| AFC (châu Á)                       | Giải vô địch bóng đá nữ U-16 châu Á 2015                  | Nhật Bản · CHDCND Triều Tiên  |
| CAF (châu Phi)                     | Vòng loại U-17 thế giới của châu Phi                      | Cameroon1 · Ghana · Nigeria   |
| CONCACAF (Bắc, Trung Mỹ và Caribe) | Giải vô địch bóng đá nữ U-17 Bắc, Trung Mỹ và Caribe 2016 | Canada · México · Hoa Kỳ      |
| CONMEBOL (Nam Mỹ)                  | Giải vô địch bóng đá nữ U-17 Nam Mỹ 2016                  | Brasil · Paraguay · Venezuela |
| OFC (châu Đại Dương)               | Giải vô địch bóng đá nữ U-17 châu Đại Dương 2016          | New Zealand                   |
| UEFA (châu Âu)                     | Giải vô địch bóng đá nữ U-17 châu Âu 2016                 | Anh · Đức · Tây Ban Nha       |

1.^ Đội lần đầu tham dự.

## Địa điểm
Ba thành phố chủ nhà gồm Amman, Irbid, và Zarqa. Đại Amman và Hội đồng Thanh niên Jordan chịu trách nhiệm cải thiện và nâng cấp cơ sở hạ tầng phục vụ cho giải.
| Amman                          | AmmanZarqaIrbid | Amman                               |
| ------------------------------ | --------------- | ----------------------------------- |
| Sân vận động Quốc tế Amman     | AmmanZarqaIrbid | Sân vận động Quốc vương Abdullah II |
|                                | AmmanZarqaIrbid |                                     |
| Sức chứa: 25.000               | AmmanZarqaIrbid | Sức chứa: 20.000                    |
| Zarqa                          | AmmanZarqaIrbid | Irbid                               |
| Sân vận động Hoàng tử Mohammed | AmmanZarqaIrbid | Sân vận động Al-Hassan              |
|                                | AmmanZarqaIrbid |                                     |
| Sức chứa: 17.000               | AmmanZarqaIrbid | Sức chứa: 15.000                    |

## Biểu trưng
Biểu trưng chính thức được công bố vào ngày 3 tháng 5 năm 2015, được thiết kế để giới thiệu những biểu tượng mang tính biểu tượng nhất của Jordan. Các khía cạnh trực quan của nền văn hóa Jordan có thể được nhìn thấy trên biểu tượng có hình dạng truyền thống của cúp vô địch bóng đá nữ U-17 thế giới, bao gồm; họa tiết đặc trưng trên mũ đội đầu Keffieh của người Jordan, hoa Black Iris (quốc hoa của Jordan), màu sắc Pan Arab và một ngôi sao từ quốc kỳ Jordan.

## Linh vật
Linh vật chính thức của giải đấu là "Aseela", được giới thiệu trong buổi họp báo của FIFA vào ngày 28 tháng 5 năm 2016. Aseela là một chú linh dương sừng thẳng Ả Rập, một loài động vật quý hiếm tình cờ là loài động vật quốc gia của Jordan. Linh dương sừng thẳng Ả Rập được chọn vì là biểu tượng của "sức mạnh, sự dịu dàng và tính thể thao", giống với các cầu thủ bóng đá nữ. Linh vật này được kỳ vọng sẽ truyền cảm hứng cho những phụ nữ trẻ trên khắp Jordan và khu vực tham gia xem giải đấu.

## Bài hát chủ đề
Bài hát chủ đề chính thức của Giải vô địch bóng đá nữ U-17 thế giới 2016 là 'Jordan our Playground' do nữ ca sĩ người Liban Carole Samaha và đồng cấp người Jordan Hussein Al Salman sáng tác.

## Đội hình
Mối đội phải lên danh sách 21 cầu thủ (trong đó có ba thủ môn). Tất cả các cầu thủ phải sinh sau ngày 1 tháng 1 năm 1999 và trước ngày 31 tháng 12 năm 2001. Danh sách cầu thủ chính thức được công bố ngày 23 tháng 9 năm 2016.

## Trọng tài
Có tổng cộng 16 trọng tài, 1 trọng tài dự bị, và 28 trợ lý trọng tài được giao nhiệm vụ tại giải.
| Liên đoàn | Trọng tài                                                                | Trợ lý trọng tài |
| --------- | ------------------------------------------------------------------------ | --- |
| AFC       | Kate Jacewicz Park Ji-Yeong Yamashita Yoshimi Oh Hyeon-Jeong (dự bị)     | Renae Coghill Uvena Fernandes Maiko Hagio Lee Seul-Gi Lương Kiến Bình Trương Thị Lệ Trinh                                                  |
| CAF       | Aissata Ameyo Amegee Ledya Tafesse                                       | Josiane Mbakop Fanta Idrissa Kone |
| CONCACAF  | Marie-Soleil Beaudoin Ekaterina Koroleva Miriam Patricia León Serpas     | Thelma Beltran Yudilia Briones Princess Brown Kathryn Nesbitt Deleana Quan Stephanie-Dale Yee Sing                                         |
| CONMEBOL  | Laura Fortunato Regildenia de Holanda Moura Viviana Muñoz Yeimy Martinez | Liliana Bejarano Nilda Gamarra Luzmila Gonzalez Daiana Milone Tatiane Sacilotti Leslie Vasquez                                             |
| OFC       | Finau Vulivuli                                                           | – |
| UEFA      | Esther Azzopardi Sandra Braz Bastos Anastasia Pustovoitova Olga Zadinová | Lucia Abruzzese Oleksandra Ardasheva Christina Biehl Susanne Kueng Ekaterina Kurochkina Kylie McMullan Slavomira Majkuthová Katarzyna Wojs |

## Bốc thăm
Lễ bốc thăm chính thức được tổ chức vào 18:00 EEST (UTC+3) ngày 30 tháng 5 năm 2016, tại Trung tâm Văn hóa Al Hussein ở Amman. Các đội được xếp hạt giống dựa trên thành tích của họ tại các mùa giải trước đó và các giải đấu châu lục, với đội chủ nhà Jordan được xếp hạt giống tự động và được xếp vào vị trí A1. Các đội cùng liên đoàn không được gặp nhau ở vòng bảng.
| Nhóm 1                                        | Nhóm 2                                      | Nhóm 3                              | Nhóm 4                                    |
| --------------------------------------------- | ------------------------------------------- | ----------------------------------- | ----------------------------------------- |
| - Jordan - Nhật Bản - Đức - CHDCND Triều Tiên | - Nigeria - Tây Ban Nha - Venezuela - Ghana | - Canada - Hoa Kỳ - México - Brasil | - New Zealand - Anh - Paraguay - Cameroon |

## Vòng bảng
Lịch thi đấu được Ban chấp hành FIFA thông qua vào ngày 25 tháng 5 năm 2015, và được công bố vào ngày 10 tháng 8 năm 2015.
Hai đội đứng đầu mỗi bảng sẽ giành quyền vào tứ kết. Thứ hạng của các đội trong mỗi bảng được xác định như sau:
1. Điểm đạt được trong tất cả các trận đấu vòng bảng;
2. Hiệu số bàn thắng bại trong tất cả các trận đấu vòng bảng;
3. Số bàn thắng được ghi trong tất cả các trận đấu vòng bảng;

Nếu hai hoặc nhiều đội bằng điểm nhau dựa trên ba tiêu chí trên, thứ hạng của họ sẽ được xác định như sau:
1. Điểm đạt được trong các trận đấu vòng bảng giữa các đội liên quan;
2. Hiệu số bàn thắng bại trong các trận đấu vòng bảng giữa các đội liên quan;
3. Số bàn thắng được ghi trong các trận đấu vòng bảng giữa các đội liên quan;
4. Điểm kỷ luật   - Thẻ vàng đầu tiên: trừ 1 điểm;
  - Thẻ đỏ gián tiếp (thẻ vàng thứ hai): trừ 3 điểm;
  - Thẻ đỏ trực tiếp: trừ 4 điểm;
  - Thẻ vàng và thẻ đỏ trực tiếp: trừ 5 điểm;
5. Quyết định bốc thăm của ban tổ chức.

Tất cả các trận đấu diễn ra theo theo giờ địa phương, EEST (UTC+3).

### Bảng A
| VT | Đội         | ST | T | H | B | BT | BB | HS  | Đ | Giành quyền tham dự     |
| -- | ----------- | -- | - | - | - | -- | -- | --- | - | ----------------------- |
| 1  | México      | 3  | 2 | 1 | 0 | 10 | 2  | +8  | 7 | Vòng đấu loại trực tiếp |
| 2  | Tây Ban Nha | 3  | 2 | 1 | 0 | 9  | 1  | +8  | 7 | Vòng đấu loại trực tiếp |
| 3  | New Zealand | 3  | 1 | 0 | 2 | 5  | 7  | −2  | 3 |                         |
| 4  | Jordan (H)  | 3  | 0 | 0 | 3 | 1  | 15 | −14 | 0 |                         |

| México                                                          | 5–0      | New Zealand |
| --------------------------------------------------------------- | -------- | ----------- |
| Espinosa 18' · Ovalle 36' · Lopez 68' · Avalos 81' · Torres 87' | Chi tiết |             |

| Jordan | 0–6      | Tây Ban Nha                                      |
| ------ | -------- | ------------------------------------------------ |
|        | Chi tiết | Lorena 6', 27', 42', 47' (ph.đ.), 79' · Pina 89' |

| Tây Ban Nha         | 2–0      | New Zealand |
| ------------------- | -------- | ----------- |
| Laia 80' · Pina 85' | Chi tiết |             |

| Jordan        | 1–4      | México                                              |
| ------------- | -------- | --------------------------------------------------- |
| Abu-Sabbah 6' | Chi tiết | Enrigue 13' · Cázares 17' · Ovalle 54' · Juárez 85' |

| New Zealand                             | 5–0      | Jordan |
| --------------------------------------- | -------- | ------ |
| Tawharu 5', 90' · Blake 28', 76', 90+2' | Chi tiết |        |

| Tây Ban Nha | 1–1      | México       |
| ----------- | -------- | ------------ |
| Eva 58'     | Chi tiết | Espinosa 56' |

### Bảng B
| VT | Đội       | ST | T | H | B | BT | BB | HS | Đ | Giành quyền tham dự     |
| -- | --------- | -- | - | - | - | -- | -- | -- | - | ----------------------- |
| 1  | Đức       | 3  | 2 | 1 | 0 | 5  | 2  | +3 | 7 | Vòng đấu loại trực tiếp |
| 2  | Venezuela | 3  | 2 | 0 | 1 | 5  | 3  | +2 | 6 | Vòng đấu loại trực tiếp |
| 3  | Canada    | 3  | 1 | 1 | 1 | 4  | 5  | −1 | 4 |                         |
| 4  | Cameroon  | 3  | 0 | 0 | 3 | 3  | 7  | −4 | 0 |                         |

| Venezuela   | 1–2      | Đức                 |
| ----------- | -------- | ------------------- |
| Cazorla 61' | Chi tiết | Gwinn 7' · Bühl 74' |

| Cameroon               | 2–3      | Canada                                            |
| ---------------------- | -------- | ------------------------------------------------- |
| Djoubi 17' · Dabda 42' | Chi tiết | Huitema 3' · Stratigakis 78' (ph.đ.) · Taylor 83' |

| Venezuela              | 2–1      | Cameroon       |
| ---------------------- | -------- | -------------- |
| Castellanos 20', 90+4' | Chi tiết | Takounda 90+3' |

| Đức         | 1–1      | Canada   |
| ----------- | -------- | -------- |
| Gwinn 45+2' | Chi tiết | Rose 20' |

| Canada | 0–2      | Venezuela                    |
| ------ | -------- | ---------------------------- |
|        | Chi tiết | Castellanos 30' · Moreno 74' |

| Đức                      | 2–0      | Cameroon |
| ------------------------ | -------- | -------- |
| Gwinn 15' · Oberdorf 72' | Chi tiết |          |

### Bảng C
| VT | Đội               | ST | T | H | B | BT | BB | HS | Đ | Giành quyền tham dự     |
| -- | ----------------- | -- | - | - | - | -- | -- | -- | - | ----------------------- |
| 1  | CHDCND Triều Tiên | 3  | 2 | 1 | 0 | 7  | 3  | +4 | 7 | Vòng đấu loại trực tiếp |
| 2  | Anh               | 3  | 1 | 2 | 0 | 5  | 4  | +1 | 5 | Vòng đấu loại trực tiếp |
| 3  | Brasil            | 3  | 1 | 0 | 2 | 2  | 3  | −1 | 3 |                         |
| 4  | Nigeria           | 3  | 0 | 1 | 2 | 0  | 4  | −4 | 1 |                         |

| Nigeria | 0–1      | Brasil       |
| ------- | -------- | ------------ |
|         | Chi tiết | Micaelly 42' |

| Anh                                    | 3–3      | CHDCND Triều Tiên                                      |
| -------------------------------------- | -------- | ------------------------------------------------------ |
| Brazil 20' · Stanway 33' · Russo 90+4' | Chi tiết | Sung Hyang-sim 29' · Kim Pom-ui 67' · Ko Kyong-hui 84' |

| Nigeria | 0–0      | Anh |
| ------- | -------- | --- |
|         | Chi tiết |     |

| Brasil | 0–1      | CHDCND Triều Tiên |
| ------ | -------- | ----------------- |
|        | Chi tiết | Ri Hae-yon 71'    |

| CHDCND Triều Tiên        | 3–0      | Nigeria |
| ------------------------ | -------- | ------- |
| Ri Hae-yon 30', 45', 83' | Chi tiết |         |

| Brasil      | 1–2      | Anh                                |
| ----------- | -------- | ---------------------------------- |
| Kerolin 36' | Chi tiết | Stanway 45+3' (ph.đ.), 60' (ph.đ.) |

### Bảng D
| VT | Đội      | ST | T | H | B | BT | BB | HS  | Đ | Giành quyền tham dự     |
| -- | -------- | -- | - | - | - | -- | -- | --- | - | ----------------------- |
| 1  | Nhật Bản | 3  | 3 | 0 | 0 | 13 | 2  | +11 | 9 | Vòng đấu loại trực tiếp |
| 2  | Ghana    | 3  | 2 | 0 | 1 | 3  | 6  | −3  | 6 | Vòng đấu loại trực tiếp |
| 3  | Hoa Kỳ   | 3  | 1 | 0 | 2 | 9  | 6  | +3  | 3 |                         |
| 4  | Paraguay | 3  | 0 | 0 | 3 | 1  | 12 | −11 | 0 |                         |

| Ghana | 0–5      | Nhật Bản                                           |
| ----- | -------- | -------------------------------------------------- |
|       | Chi tiết | Ueki 7' · Endo 18', 21' · Takarada 26' · Chiba 83' |

| Hoa Kỳ                                                               | 6–1      | Paraguay   |
| -------------------------------------------------------------------- | -------- | ---------- |
| Tagliaferri 11' · Kuhlmann 14', 49', 87' · Pickett 69' · Sanchez 82' | Chi tiết | Fretes 53' |

| Hoa Kỳ         | 1–2      | Ghana                                        |
| -------------- | -------- | -------------------------------------------- |
| Tagliaferri 5' | Chi tiết | Gi. Acheampong 63' · Owusu-Ansah 84' (ph.đ.) |

| Paraguay | 0–5      | Nhật Bản                                                   |
| -------- | -------- | ---------------------------------------------------------- |
|          | Chi tiết | Takahashi 4' · Nojima 29', 39' (ph.đ.), 44' · Takarada 89' |

| Nhật Bản                            | 3–2      | Hoa Kỳ                     |
| ----------------------------------- | -------- | -------------------------- |
| Ueki 53' · Kanno 75' · Miyazawa 77' | Chi tiết | Sanchez 33', 90+1' (ph.đ.) |

| Paraguay | 0–1      | Ghana           |
| -------- | -------- | --------------- |
|          | Chi tiết | Owusu-Ansah 68' |

## Vòng đấu loại trực tiếp
Tại vòng đấu loại trực tiếp, nếu hai đội hòa nhau sau thời gian thi đấu chính thức, họ sẽ bước vào loạt sút luân lưu để phân định thắng thua (không đá hiệp phụ).
|  | Tứ kết                    | Tứ kết                    |                           |       | Bán kết       | Bán kết       |  |  | Chung kết | Chung kết |
|  |                           |                           |                           |       |               |               |  |  |           |           |
|  | 12 tháng 10 - Amman (AIS) |                           |                           |       |               |               |  |  |           |           |
|  |                           |                           |                           |       |               |               |  |  |           |           |
|  | México                    | 1                         |                           |       |               |               |  |  |           |           |
|  | México                    | 1                         | 17 tháng 10 - Amman (KAS) |       |               |               |  |  |           |           |
|  | Venezuela                 | 2                         |                           |       |               |               |  |  |           |           |
|  | Venezuela                 | 2                         | Venezuela                 | 0     |               |               |  |  |           |           |
|  | 13 tháng 10 - Irbid       |                           | Venezuela                 | 0     |               |               |  |  |           |           |
|  |                           | CHDCND Triều Tiên         | 3                         |       |               |               |  |  |           |           |
|  | CHDCND Triều Tiên         | CHDCND Triều Tiên         | 3                         | 2     |               |               |  |  |           |           |
|  | CHDCND Triều Tiên         |                           | 21 tháng 10 - Amman (AIS) | 2     |               |               |  |  |           |           |
|  | Ghana                     | 1                         |                           |       |               |               |  |  |           |           |
|  | Ghana                     | 1                         | CHDCND Triều Tiên (p)     | 0 (5) |               |               |  |  |           |           |
|  | 12 tháng 10 - Amman (AIS) |                           | CHDCND Triều Tiên (p)     | 0 (5) |               |               |  |  |           |           |
|  |                           | Nhật Bản                  | 0 (4)                     |       |               |               |  |  |           |           |
|  | Đức                       | Nhật Bản                  | 0 (4)                     | 1     |               |               |  |  |           |           |
|  | Đức                       | 17 tháng 10 - Amman (KAS) |                           | 1     |               |               |  |  |           |           |
|  | Tây Ban Nha               | 2                         |                           |       |               |               |  |  |           |           |
|  | Tây Ban Nha               | 2                         | Tây Ban Nha               | 0     |               |               |  |  |           |           |
|  | 13 tháng 10 - Irbid       |                           | Tây Ban Nha               | 0     |               |               |  |  |           |           |
|  |                           | Nhật Bản                  | 3                         |       | Tranh hạng ba | Tranh hạng ba |  |  |           |           |
|  | Nhật Bản                  | Nhật Bản                  | 3                         | 3     | Tranh hạng ba | Tranh hạng ba |  |  |           |           |
|  | Nhật Bản                  |                           | 21 tháng 10 - Amman (AIS) | 3     |               |               |  |  |           |           |
|  | Anh                       | 0                         |                           |       |               |               |  |  |           |           |
|  | Anh                       | 0                         | Venezuela                 | 0     |               |               |  |  |           |           |
|  |                           |                           |                           |       |               |               |  |  |           |           |
|  | Tây Ban Nha               | 4                         |                           |       |               |               |  |  |           |           |
|  | Tây Ban Nha               | 4                         |                           |       |               |               |  |  |           |           |

### Tứ kết
| México      | 1–2      | Venezuela            |
| ----------- | -------- | -------------------- |
| Enrigue 34' | Chi tiết | Castellanos 35', 39' |

| Đức            | 1–2      | Tây Ban Nha          |
| -------------- | -------- | -------------------- |
| Oberdorf 90+4' | Chi tiết | Natalia 9' · Eva 36' |

| CHDCND Triều Tiên                         | 2–1      | Ghana              |
| ----------------------------------------- | -------- | ------------------ |
| Kim Pom-ui 33' (ph.đ.) · Ja Un-yong 90+4' | Chi tiết | Gi. Acheampong 81' |

| Nhật Bản                  | 3–0      | Anh |
| ------------------------- | -------- | --- |
| Endo 3' · Ueki 45+1', 80' | Chi tiết |     |

### Bán kết
| Venezuela | 0–3      | CHDCND Triều Tiên                                |
| --------- | -------- | ------------------------------------------------ |
|           | Chi tiết | Kim Pom-ui 15' · Ja Un-yong 71' · Ri Hae-yon 89' |

| Tây Ban Nha | 0–3      | Nhật Bản                                      |
| ----------- | -------- | --------------------------------------------- |
|             | Chi tiết | Takahashi 14', 76' (ph.đ.) · Lucía 48' (l.n.) |

### Tranh hạng ba
| Venezuela | 0–4      | Tây Ban Nha                    |
| --------- | -------- | ------------------------------ |
|           | Chi tiết | Eva 17' · Lorena 53', 78', 87' |

### Chung kết
| CHDCND Triều Tiên                                                    | 0–0      | Nhật Bản                                         |
| -------------------------------------------------------------------- | -------- | ------------------------------------------------ |
|                                                                      | Chi tiết |                                                  |
| Loạt sút luân lưu                                                    |          |                                                  |
| Ja Un-yong · Kim Pom-ui · Sung Hyang-sim · Ri Hae-yon · Ri Kum-hyang | 5–4      | Ueki · Wakisaka · Takahashi · Kanekatsu · Nagano |

## Vô địch
| Giải vô địch bóng đá nữ U-17 thế giới 2016 |
| ------------------------------------------ |
| · CHDCND Triều Tiên · Lần thứ 2            |

## Cầu thủ ghi bàn
8 bàn
- Lorena Navarro

5 bàn
- Ri Hae-yon
- Deyna Castellanos

4 bàn
- Ueki Riko

3 bàn
- Georgia Stanway
- Giulia Gwinn
- Civana Kuhlmann
- Ashley Sanchez
- Hannah Blake
- Endo Jun
- Nojima Sakura
- Takahashi Hana
- Eva María Navarro
- Kim Pom-ui

2 bàn
- Lena Oberdorf
- Gifty Acheampong
- Sandra Owusu-Ansah
- Frankie Tagliaferri
- Jazmín Enrigue
- Daniela Espinosa
- Jacqueline Ovalle
- Sam Tawharu
- Takarada Saori
- Claudia Pina
- Ja Un-yong

1 bàn
- Ellie Brazil
- Alessia Russo
- Kerolin
- Micaelly
- Claudia Dabda
- Soline Djoubi
- Alexandra Takounda
- Jordyn Huitema
- Deanne Rose
- Sarah Stratigakis
- Hannah Taylor
- Klara Bühl
- Kiara Pickett
- Sarah Abu-Sabbah
- Verónica Avalos
- Dayana Cázares
- Gabriela Juárez
- Jimena López
- Celiana Torres
- Chiba Remina
- Kanno Oto
- Miyazawa Hinata
- Limpia Fretes
- Laia Aleixandri
- Natalia Ramos
- Ko Kyong-hui
- Sung Hyang Sim
- Maria Cazorla
- Yerliane Moreno

Phản lưới nhà
- Lucía Rodríguez (trận gặp Nhật Bản)

## Giải thưởng
Các giải thưởng sau đây đã được trao sau giải đấu:
| Quả bóng vàng | Quả bóng bạc   | Quả bóng đồng     |
| ------------- | -------------- | ----------------- |
| Nagano Fuka   | Sung Hyang Sim | Deyna Castellanos |

| Chiếc giày vàng | Chiếc giày bạc | Chiếc giày đồng   |
| --------------- | -------------- | ----------------- |
| Lorena Navarro  | Ri Hae Yon     | Deyna Castellanos |

| Giải phong cách FIFA | Găng tay vàng |
| -------------------- | ------------- |
| Nhật Bản             | Noelia Ramos  |